# Wschowa
Wschowa (németül: Fraustadt) város Lengyelországban, a Lubusi vajdaságban. Lakosainak száma 13 533 fő (2021. március 31.).

## Fekvése
Lengyelország nyugati részén fekszik, a wschowai járás központja.

## Története

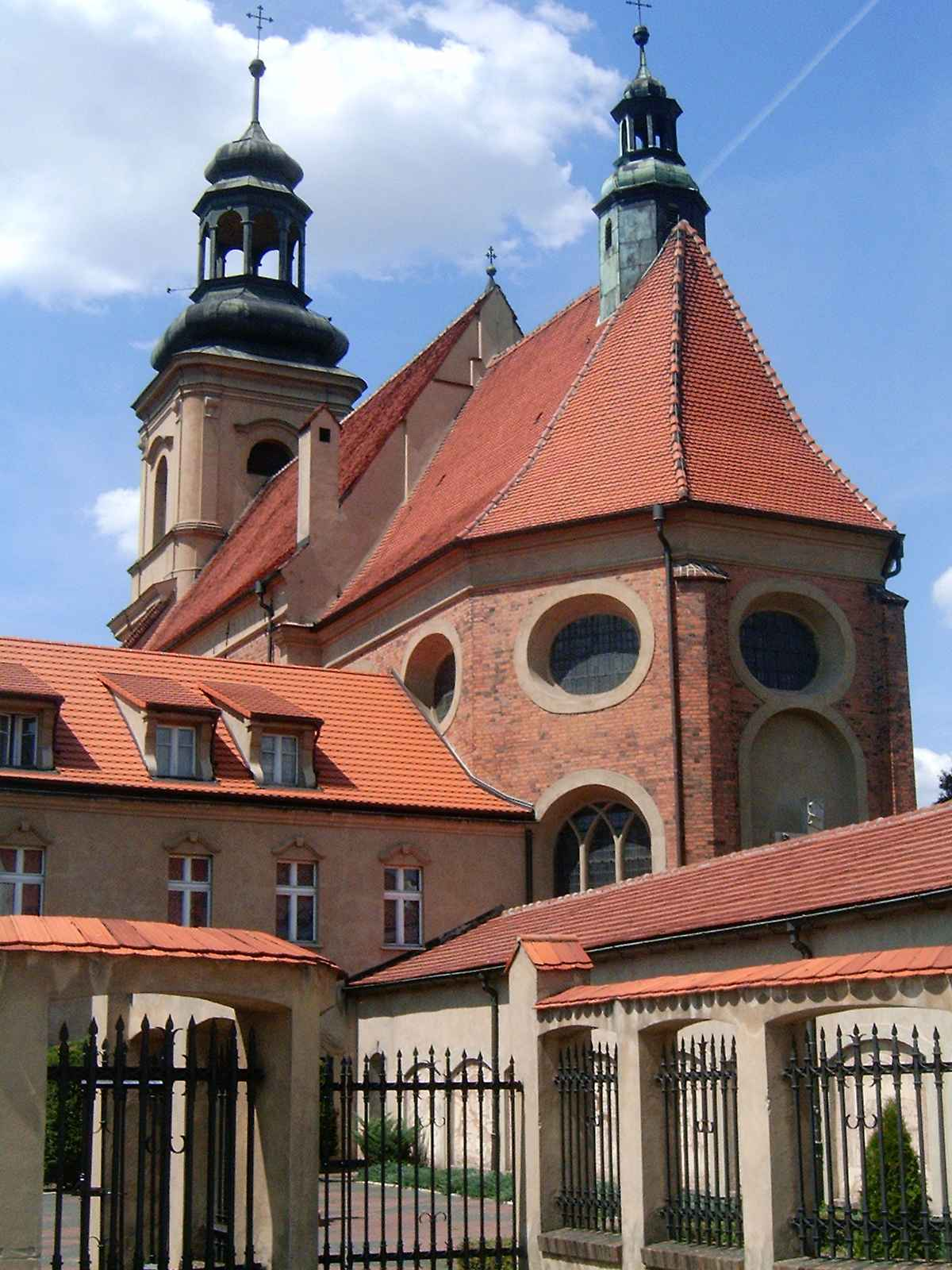
Ferences kolostor

A második világháborúi Németországhoz tartozott, azóta Lengyelország része.

## Sportélete
Wschowa rendezte a 2010-es oldalkocsis világbajnokságot, a lengyel oldalkocsis nagydíj részeként.

## Nevezetes személyek
- Valerius Herberger (1562–1627), német evangélikus teológus
- Melchior Teschner (1584–1635), német kántor, zeneszerző és teológus
- Andreas Gryphius (1616–1664), német barokk költő
- Franciszek Antoni Kwilecki (1725–1794), lengyel hivatalnok, Wschowa sztarosztája, aki 1791-ben megnyitotta a Nagy Szejm ülését
- Rudolf Ewald Stier (1800–1862), német protestáns teológus
- Florian Stablewski (1841–1906), lengyel püspök, Lengyelország prímása
- Leo Rosenberg (1879–1963), német jogász
- Fritz Thurm (1883–1937), német ellenálló
- Alfred Fellisch (1884–1973), német politikus
- Bronisław Geremek (1932–2008), lengyel történész és politikus, itt járt iskolába
- Waldy Dzikowski (1959), lengyel politikus, itt született
- Grzegorz Król (1978), korábbi lengyel labdarúgó
- Marcin Warcholak (1989), lengyel labdarúgó

### Testvérvárosai
- Šalčininkai, Litvánia